# Hans Pfundtner

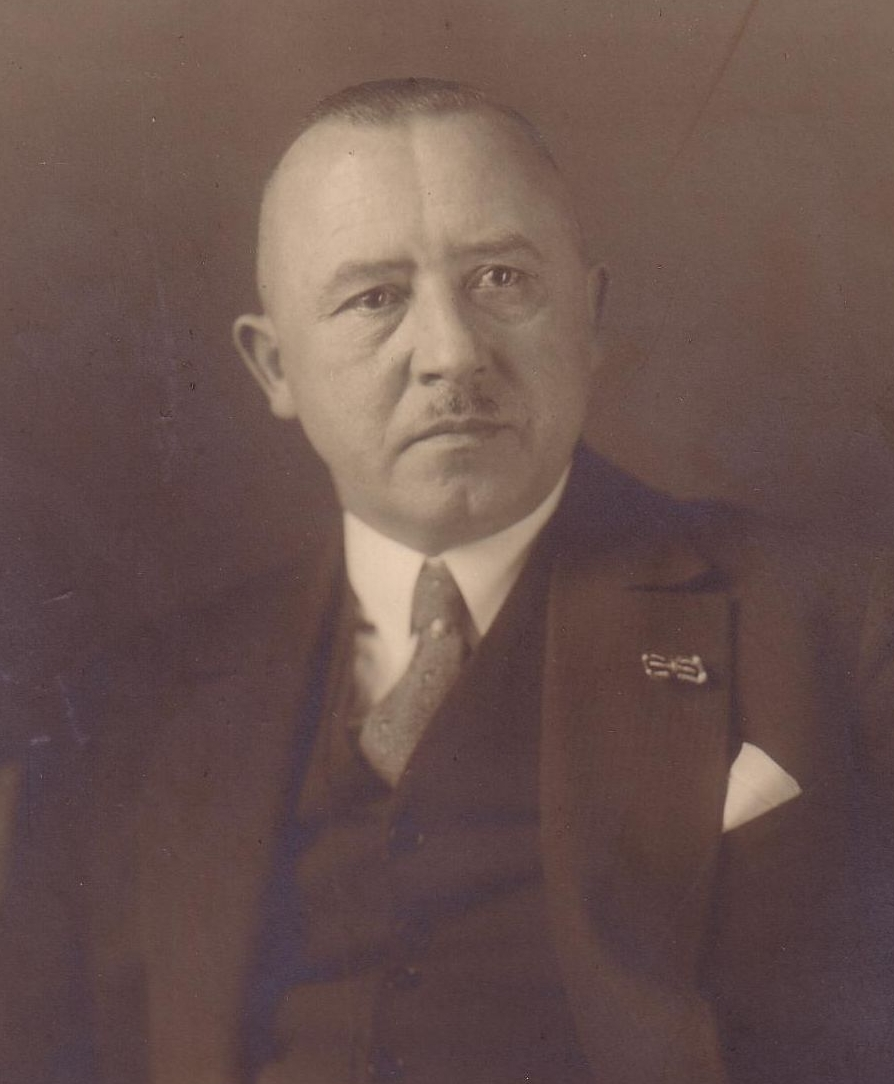
Hans Pfundtner

Johannes (Hans) Pfundtner (* 15. Juli 1881 in Gumbinnen; † 25. April 1945 in Berlin) war ein deutscher Verwaltungsjurist. In der NS-Zeit war er Leitender Staatssekretär im Reichsinnenministerium.

## Leben
Pfundtners Vorfahren saßen auf dem noch heute existierenden Gut auf der Fundner-Heimalm oberhalb von Bad Hofgastein. Mit den anderen Protestanten um 1730 aus dem Gasteinertal ausgewiesen, kamen sie als Salzburger Exulanten nach Ostpreußen. Viele Pfundtners wurden preußische Beamte. So studierte Hans Pfundtner Rechtswissenschaft und Volkswirtschaft an der Albertus-Universität. Im Sommersemester 1899 wurde er Mitglied des Corps Masovia.

### Zoll in Ostpreußen und Schlesien
Nach dem Referendarexamen im Juni 1902 wurde er an das Amtsgericht Gumbinnen, später an das Landgericht Insterburg versetzt. Da sein Vater gestorben war, kehrte er nach nur einem halben Jahr nach Königsberg zurück. Als Einjährig-Freiwilliger trat er in das Grenadierregiment König Friedrich Wilhelm I. (2. Ostpreußisches) Nr. 3 ein. Wieder im Zivilleben, kam er in Königsberg an das Landgericht, zur Staatsanwaltschaft und zum Oberlandesgericht. 1907 reiste er nach Berlin, um sich auf das Assessorexamen vorzubereiten. Als Gerichtsassessor wieder in Königsberg, meldete er sich zur Verwaltung der Zölle und indirekten Steuern. Dabei machte er einige Monate Dienst auf dem Hauptzollamt Prostken an der russischen Grenze. Am 1. September 1909 endgültig in die preußische Verwaltung übernommen und zum Regierungsassessor ernannt, wurde er zum Zolldienst in Schottburg (Skodborg) an der dänischen Grenze versetzt. Das halbe Jahr war nach eigenem Bekunden „die neben der Soldatenzeit anstrengendste körperliche Tätigkeit seines Lebens“. Am 1. Februar 1910 kam er zur Oberzolldirektion Breslau, im November als Oberzollinspektor wieder nach Königsberg und am 1. Oktober 1911 wieder nach Schlesien, nach Liebau. Dort lernte er seine spätere Frau kennen, die Baumeistertochter Anne Kliem (* 1895). Um sich eine bessere finanzielle Basis für die Ehe zu verschaffen, trat Pfundtner am 1. Februar 1914 in den Hamburgischen Staatsdienst ein; die Besoldungen waren deutlich höher als in Preußen.

### Erster Weltkrieg
Nach sechs Monaten in Hamburg wurde er bei Beginn des Ersten Weltkriegs zu seinem Truppenteil in Königsberg einberufen und in der Schlacht bei Tannenberg schwer verwundet. Der Durchschuss des rechten Oberschenkels wurde in Stettin und Hamburg behandelt. Mit dem verbliebenen steifen Bein meldete sich Pfundtner am 1. Oktober 1915 beim Stellvertretenden Generalkommando des IX. Armee-Korps in Altona wieder zum Dienst.

### Berlin

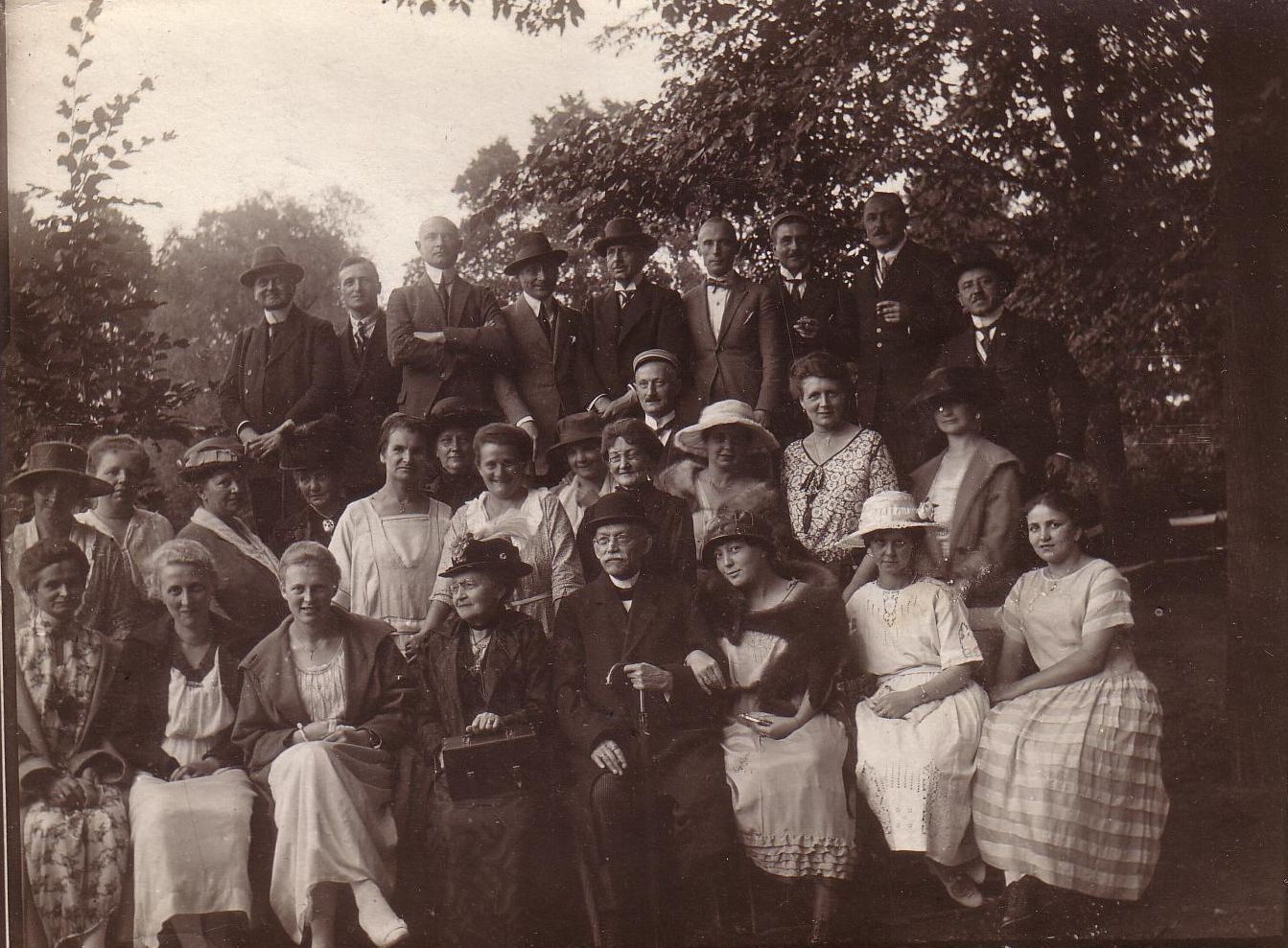
Ausflug der Berliner Masuren, oben rechts Hans Pfundtner (1922)

Am 1. Oktober 1917 wurde Pfundtner in das Reichsamt des Innern berufen und als Hauptmann der Reserve aus der Preußischen Armee entlassen. In der Wirtschaftsabteilung des Ministeriums hatte er besonders mit der Papierwirtschaft zu tun. Er befreundete sich mit Karl Helfferich, dem die wirtschaftliche Vorbereitung der Friedensverträge übertragen worden war. Nach dem Zusammenbruch des Kaiserreiches wurde aus dem Reichsamt das Reichsministerium des Innern, aus der Wirtschaftsabteilung das Reichswirtschaftsministerium. Dorthin gewechselt, wurde Pfundtner am 26. März 1919 zum Geheimen Regierungsrat und Vortragenden Rat ernannt. Im April 1921 entschloss er sich aus politischen Gründen, unter Verzicht auf seine Pensionsansprüche aus dem Staatsdienst auszuscheiden. Er übernahm das Amt eines „Reichsbevollmächtigten der Außenhandelsstelle für das Papierfach“, das ihm die Papier- und Zellstoffindustrie angeboten hatte. Als er es Ende 1923 aufgab, machte er – teils im Auftrag, teils mit Unterstützung der Industrie – Auslandsreisen nach Österreich, Italien, Frankreich und Spanien. Seit 1925 als Rechtsanwalt und Notar beim Kammergericht Berlin zugelassen, betreute er Mandanten aus Politik, Wirtschaft und Kultur.

## Politik

### Weimarer Republik
Pfundtner war seit 1919 Mitglied der DNVP und stand Alfred Hugenberg und (in den 1930er Jahren) Carl Goerdeler nahe. Zeitweise hatte er auch gute Kontakte zum liberalen Flügel um Gottfried Treviranus. Pfundtner war Mitglied der Gruppe Mitte im Stahlhelm, Bund der Frontsoldaten und Vizepräsident des Berliner Nationalklubs. Ein Vortrag von Joseph Goebbels vor dieser national-konservativen Vereinigung und Kontakte zu Gregor Strasser veranlassten Pfundtner, die DNVP zu verlassen und zum 1. März 1932 zur NSDAP überzutreten (Mitgliedsnummer 1.010.584).
Ein aufrechter Deutscher könne in der Situation von 1932 mit 6 Millionen Arbeitslosen und Millionen kommunistischer Wähler gar nicht mehr anders, als sich den „nationalen Aktivisten“ der NSDAP anzuschließen.

### Zeit des Nationalsozialismus

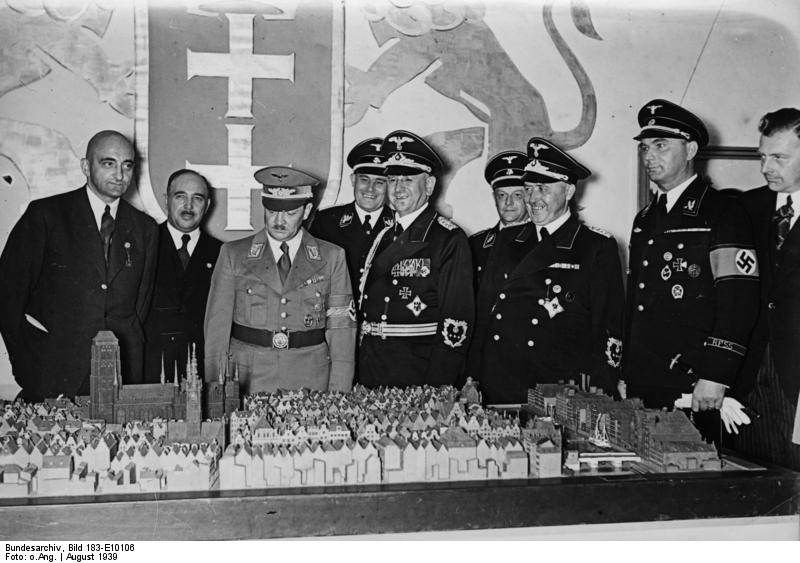
Eröffnung der 27. Deutschen Ostmesse in Königsberg am 20. August 1939; beim Rundgang durch die Ausstellung v.r.n.l: Arthur Greiser, Hans Pfundtner, Friedrich Landfried, Erich Koch

Bei seinen profunden Kenntnissen der Ministerialbürokratie wurde Pfundtner nach dem Wahlsieg der Nationalsozialisten bei der Landtagswahl in Lippe und der „Machtergreifung“ am 30. Januar vier Tage später, am 3. Februar 1933, zum Leitenden Staatssekretär im Reichsministerium des Innern ernannt. Am 25. August 1933 unterzeichnete Pfundtner in Vertretung des Reichsinnenministers die erste Ausbürgerungsliste von 33 Deutschen, unter ihnen Lion Feuchtwanger, Wilhelm Pieck, Philipp Scheidemann, Kurt Tucholsky und Otto Wels. 1933 gehörte er zu den Gründungsmitgliedern der nationalsozialistischen Akademie für Deutsches Recht des Hans Frank.
1935 war Pfundtner maßgeblich an der Ausarbeitung und Formulierung des Gesetzes zum Schutze des deutschen Blutes und der deutschen Ehre (Nürnberger Gesetze) beteiligt. Am 23. September 1936 wurde er zum Präsidenten der Prüfungskommission für höhere Verwaltungsbeamte ernannt. 1939 erstellte er einen umfangreichen Maßnahmenkatalog für den Abbau der Pensionszahlungen an Juden.
Pfundtner war Mitglied des Nationalen Olympischen Komitees, stellvertretender Präsident des Organisationskomitees und Vorsitzender des Bau- und Finanzausschusses für die XI. Olympischen Spiele 1936. Er arbeitete loyal mit Theodor Lewald zusammen, der im Innenministerium als früherer Staatssekretär auf der Abteilungsleiterebene noch viele Freunde hatte.
Am 19. August 1943 reichte Pfundtner sein Rücktrittsgesuch ein, bevor Heinrich Himmler Wilhelm Fricks Nachfolger als Reichsinnenminister wurde. Der Posten blieb vakant. Mit seiner Frau beging Pfundtner kurz vor der Verhaftung durch sowjetische Soldaten Suizid. Mit ihrem jüngsten Sohn Wolfgang und Pfundtners Schwester Else ruhen beide auf dem Evangelischen Kirchhof Nikolassee. Die Stadt Berlin erklärte die Ruhestätte zum von ihr betreuten „Kriegsgrab“.

## Ehrungen
Pfundtner war Träger zahlreicher deutscher und ausländischer Orden und Ehrenzeichen.
- Rettungsmedaille am Band (Preußen) (1899)
- Eisernes Kreuz (1914) 2. Klasse
- Großherzoglich Mecklenburg-Schwerinsches Militär-Verdienstkreuz II. Klasse
- Hanseatenkreuz Hamburg
- Kriegsverdienstkreuz (1939) II. und I. Klasse
- Goldenes Parteiabzeichen der NSDAP
- Ehrenführer im Reichsbund der Kinderreichen
- Ehrenbürger von Garmisch-Partenkirchen
- Ehrenbürger von Marienwerder
- Ehrenbürger von Gumbinnen

## Schriften
- mit Reinhard Neubert: Das neue Deutsche Reichsrecht. Ergänzbare Sammlung des geltenden Rechts seit dem Ermächtigungsgesetz, mit Erläuterungen, in 19 Loseblattordnern, Herausgegeben unter Mitwirkung von Franz Albrecht Medicus, Ministerialrat im Reichsministeriums des Innern. Industrieverlag Spaeth & Linde, Berlin 1933–1942
- Vom Bismarckreich zum Dritten Reich, 1934
- Dr. Wilhelm Frick und sein Ministerium[8]

Bis 1933 war Pfundtner ständiger Mitarbeiter verschiedener Zeitungen, u. a. bei der Sonntagsausgabe von „Der Tag“. Die Zeitung erschien im Verlag von August Scherl.